# Bank Spółdzielczy w Brzesku
Bank Spółdzielczy w Brzesku – bank spółdzielczy z siedzibą w Brzesku w Polsce. Bank zrzeszony jest w Banku Polskiej Spółdzielczości S.A.

## Historia
24 lutego 1874 powstało Towarzystwo Zaliczkowe w Brzesku Spółdzielnia z Nieograniczoną Poręką. 10 grudnia 1904 Towarzystwo wykupiło budynek, który dotychczas zajmowało.
Towarzystwo działało również podczas okupacji niemieckiej wykorzystując możliwości jawnego działania dla potrzeb ruchu oporu.
W 1996 Bank Spółdzielczy w Brzesku zrzeszył się w Małopolskim Banku Regionalnym a w 2002 w Banku Polskiej Spółdzielczości S.A..

## Władze
W skład zarządu banku wchodzą:
- prezes zarządu
- 2 członków zarządu

Czynności nadzoru banku sprawuje 7-osobowa rada nadzorcza.

## Placówki
- Centrala w Brzesku, ul. Kościuszki 3
- oddziały:
  - Dębno, Wola Dębińska 240
  - Gnojnik
- punkt kasowy - Brzesko, ul. Solskiego 33